# Michael Klein
Michael Klein (Amnaș, 10 ottobre 1959 – Krefeld, 2 febbraio 1993) è stato un calciatore rumeno, di ruolo difensore.

## Carriera

### Club
Terzino sinistro, Klein ha iniziato la sua carriera nel club rumeno del Corvinul Hunedoara. In Romania ha poi giocato per Aurul Brad e Dinamo Bucarest, prima di passare, nel 1991, ai tedeschi del Bayer Uerdingen. Con la squadra tedesca Klein ottenne la promozione in Bundesliga nel 1992. Un anno dopo, durante una sessione di allenamento, muore a causa di un infarto, all'età di 33 anni.

### Nazionale
Con la Nazionale Rumena, Klein è sceso in campo 90 volte, segnando 5 gol. Con la suddetta squadra ha partecipato anche agli Europei 1984 e ai Mondiali 1990.

## Palmarès

### Competizioni nazionali
- Campionati rumeno: 1

Dinamo Bucarest: 1989-1990
- Coppe di Romania: 1

Dinamo Bucarest: 1989-1990
- Campionato tedesco di seconda divisione: 1

Bayer Uerdingen: 1991-1992

## Statistiche

### Cronologia presenze e reti in nazionale
| Cronologia completa delle presenze e delle reti in nazionale ― Romania | Cronologia completa delle presenze e delle reti in nazionale ― Romania | Cronologia completa delle presenze e delle reti in nazionale ― Romania | Cronologia completa delle presenze e delle reti in nazionale ― Romania | Cronologia completa delle presenze e delle reti in nazionale ― Romania | Cronologia completa delle presenze e delle reti in nazionale ― Romania | Cronologia completa delle presenze e delle reti in nazionale ― Romania | Cronologia completa delle presenze e delle reti in nazionale ― Romania |
| Data                                                                   | Città                                                                  | In casa                                                                | Risultato                                                              | Ospiti                                                                 | Competizione                                                           | Reti                                                                   | Note                                                                   |
| ---------------------------------------------------------------------- | ---------------------------------------------------------------------- | ---------------------------------------------------------------------- | ---------------------------------------------------------------------- | ---------------------------------------------------------------------- | ---------------------------------------------------------------------- | ---------------------------------------------------------------------- | ---------------------------------------------------------------------- |
| 9-9-1981                                                               | Bucarest                                                               | Romania                                                                | 1 – 2                                                                  | Bulgaria                                                               | Amichevole                                                             | -                                                                      | 49’                                                                    |
| 11-11-1981                                                             | Berna                                                                  | Svizzera                                                               | 0 – 0                                                                  | Romania                                                                | Qual. Mondiali 1982                                                    | -                                                                      |                                                                        |
| 24-3-1982                                                              | Bruxelles                                                              | Belgio                                                                 | 4 – 1                                                                  | Romania                                                                | Amichevole                                                             | -                                                                      |                                                                        |
| 14-4-1982                                                              | Ruse                                                                   | Bulgaria                                                               | 1 – 2                                                                  | Romania                                                                | Amichevole                                                             | -                                                                      | 89’                                                                    |
| 12-5-1982                                                              | Rosario                                                                | Argentina                                                              | 1 – 0                                                                  | Romania                                                                | Amichevole                                                             | -                                                                      |                                                                        |
| 16-5-1982                                                              | Lima                                                                   | Perù                                                                   | 2 – 0                                                                  | Romania                                                                | Amichevole                                                             | -                                                                      |                                                                        |
| 18-5-1982                                                              | Ñuñoa                                                                  | Cile                                                                   | 2 – 3                                                                  | Romania                                                                | Amichevole                                                             | 2                                                                      | 46’                                                                    |
| 15-7-1982                                                              | Suceava                                                                | Romania                                                                | 4 – 0                                                                  | Giappone                                                               | Amichevole                                                             | 1                                                                      |                                                                        |
| 18-7-1982                                                              | Bucarest                                                               | Romania                                                                | 3 – 1                                                                  | Giappone                                                               | Amichevole                                                             | -                                                                      | 78’                                                                    |
| 1-9-1982                                                               | Bucarest                                                               | Romania                                                                | 1 – 0                                                                  | Danimarca                                                              | Amichevole                                                             | -                                                                      |                                                                        |
| 8-9-1982                                                               | Bucarest                                                               | Romania                                                                | 2 – 0                                                                  | Svezia                                                                 | Qual. Euro 1984                                                        | 1                                                                      | 85’                                                                    |
| 17-11-1982                                                             | Chemnitz                                                               | Germania Est                                                           | 4 – 1                                                                  | Romania                                                                | Amichevole                                                             | -                                                                      |                                                                        |
| 4-12-1982                                                              | Firenze                                                                | Italia                                                                 | 0 – 0                                                                  | Romania                                                                | Qual. Euro 1984                                                        | -                                                                      |                                                                        |
| 29-1-1983                                                              | Istanbul                                                               | Turchia                                                                | 1 – 1                                                                  | Romania                                                                | Amichevole                                                             | -                                                                      |                                                                        |
| 2-2-1983                                                               | Larissa                                                                | Grecia                                                                 | 1 – 3                                                                  | Romania                                                                | Amichevole                                                             | -                                                                      |                                                                        |
| 9-3-1983                                                               | Târgu Mureș                                                            | Romania                                                                | 3 – 1                                                                  | Turchia                                                                | Amichevole                                                             | -                                                                      |                                                                        |
| 30-3-1983                                                              | Timişoara                                                              | Romania                                                                | 0 – 2                                                                  | Jugoslavia                                                             | Amichevole                                                             | -                                                                      |                                                                        |
| 16-4-1983                                                              | Bucarest                                                               | Romania                                                                | 1 – 0                                                                  | Italia                                                                 | Qual. Euro 1984                                                        | -                                                                      |                                                                        |
| 15-5-1983                                                              | Bucarest                                                               | Romania                                                                | 0 – 1                                                                  | Cecoslovacchia                                                         | Qual. Euro 1984                                                        | -                                                                      |                                                                        |
| 1-6-1983                                                               | Sarajevo                                                               | Jugoslavia                                                             | 2 – 1                                                                  | Romania                                                                | Amichevole                                                             | -                                                                      | 81’                                                                    |
| 9-6-1983                                                               | Solna                                                                  | Svezia                                                                 | 0 – 1                                                                  | Romania                                                                | Qual. Euro 1984                                                        | -                                                                      | 5’                                                                     |
| 10-8-1983                                                              | Oslo                                                                   | Norvegia                                                               | 0 – 0                                                                  | Romania                                                                | Amichevole                                                             | -                                                                      |                                                                        |
| 12-10-1983                                                             | Wrexham                                                                | Galles                                                                 | 5 – 0                                                                  | Romania                                                                | Amichevole                                                             | -                                                                      | 67’                                                                    |
| 8-11-1983                                                              | Haifa                                                                  | Israele                                                                | 1 – 1                                                                  | Romania                                                                | Amichevole                                                             | -                                                                      |                                                                        |
| 12-11-1983                                                             | Limassol                                                               | Cipro                                                                  | 0 – 1                                                                  | Romania                                                                | Qual. Euro 1984                                                        | -                                                                      |                                                                        |
| 30-11-1983                                                             | Bratislava                                                             | Cecoslovacchia                                                         | 1 – 1                                                                  | Romania                                                                | Qual. Euro 1984                                                        | -                                                                      |                                                                        |
| 7-2-1984                                                               | Algeri                                                                 | Algeria                                                                | 1 – 1                                                                  | Romania                                                                | Amichevole                                                             | -                                                                      |                                                                        |
| 11-4-1984                                                              | Oradea                                                                 | Romania                                                                | 0 – 0                                                                  | Israele                                                                | Amichevole                                                             | -                                                                      |                                                                        |
| 14-6-1984                                                              | Saint-Étienne                                                          | Spagna                                                                 | 1 – 1                                                                  | Romania                                                                | Euro 1984 - 1º turno                                                   | -                                                                      |                                                                        |
| 17-6-1984                                                              | Lens                                                                   | Germania Ovest                                                         | 2 – 1                                                                  | Romania                                                                | Euro 1984 - 1º turno                                                   | -                                                                      |                                                                        |
| 20-6-1984                                                              | Nantes                                                                 | Romania                                                                | 0 – 1                                                                  | Portogallo                                                             | Euro 1984 - 1º turno                                                   | -                                                                      |                                                                        |
| 29-7-1984                                                              | Iaşi                                                                   | Romania                                                                | 4 – 2                                                                  | Cina                                                                   | Amichevole                                                             | -                                                                      |                                                                        |
| 29-8-1984                                                              | Gera                                                                   | Germania Est                                                           | 2 – 1                                                                  | Romania                                                                | Amichevole                                                             | -                                                                      |                                                                        |
| 12-9-1984                                                              | Belfast                                                                | Irlanda del Nord                                                       | 3 – 2                                                                  | Romania                                                                | Qual. Mondiali 1986                                                    | -                                                                      |                                                                        |
| 21-11-1984                                                             | Petah Tikva                                                            | Israele                                                                | 1 – 1                                                                  | Romania                                                                | Amichevole                                                             | -                                                                      | 55’                                                                    |
| 5-12-1984                                                              | Amarousio                                                              | Grecia                                                                 | 2 – 1                                                                  | Romania                                                                | Amichevole                                                             | -                                                                      | 68’                                                                    |
| 30-1-1985                                                              | Lisbona                                                                | Portogallo                                                             | 2 – 3                                                                  | Romania                                                                | Amichevole                                                             | -                                                                      | 77’                                                                    |
| 1-5-1985                                                               | Bucarest                                                               | Romania                                                                | 0 – 0                                                                  | Inghilterra                                                            | Qual. Mondiali 1986                                                    | -                                                                      |                                                                        |
| 6-6-1985                                                               | Helsinki                                                               | Finlandia                                                              | 1 – 1                                                                  | Romania                                                                | Qual. Mondiali 1986                                                    | -                                                                      |                                                                        |
| 7-8-1985                                                               | Mosca                                                                  | Unione Sovietica                                                       | 2 – 0                                                                  | Romania                                                                | Amichevole                                                             | -                                                                      | 80’                                                                    |
| 28-8-1985                                                              | Timișoara                                                              | Romania                                                                | 2 – 0                                                                  | Finlandia                                                              | Qual. Mondiali 1986                                                    | -                                                                      |                                                                        |
| 11-9-1985                                                              | Londra                                                                 | Inghilterra                                                            | 1 – 1                                                                  | Romania                                                                | Qual. Mondiali 1986                                                    | -                                                                      | 87’                                                                    |
| 16-10-1985                                                             | Bucarest                                                               | Romania                                                                | 0 – 1                                                                  | Irlanda del Nord                                                       | Qual. Mondiali 1986                                                    | -                                                                      |                                                                        |
| 13-11-1985                                                             | Smirne                                                                 | Turchia                                                                | 1 – 3                                                                  | Romania                                                                | Qual. Mondiali 1986                                                    | -                                                                      |                                                                        |
| 28-2-1986                                                              | Alessandria d'Egitto                                                   | Egitto                                                                 | 2 – 2                                                                  | Romania                                                                | Amichevole                                                             | -                                                                      |                                                                        |
| 2-3-1986                                                               | Alessandria d'Egitto                                                   | Egitto                                                                 | 0 – 1                                                                  | Romania                                                                | Amichevole                                                             | -                                                                      |                                                                        |
| 26-3-1986                                                              | Glasgow                                                                | Scozia                                                                 | 3 – 0                                                                  | Romania                                                                | Amichevole                                                             | -                                                                      |                                                                        |
| 23-4-1986                                                              | Timișoara                                                              | Romania                                                                | 2 – 1                                                                  | Unione Sovietica                                                       | Amichevole                                                             | -                                                                      |                                                                        |
| 4-6-1986                                                               | Bucarest                                                               | Romania                                                                | 3 – 1                                                                  | Norvegia                                                               | Amichevole                                                             | -                                                                      |                                                                        |
| 20-8-1986                                                              | Oslo                                                                   | Norvegia                                                               | 2 – 2                                                                  | Romania                                                                | Amichevole                                                             | -                                                                      | cap.                                                                   |
| 10-9-1986                                                              | Bucarest                                                               | Romania                                                                | 4 – 0                                                                  | Austria                                                                | Amichevole                                                             | -                                                                      | 68’                                                                    |
| 8-10-1986                                                              | Tel Aviv                                                               | Israele                                                                | 2 – 4                                                                  | Romania                                                                | Amichevole                                                             | -                                                                      | 70’                                                                    |
| 12-11-1986                                                             | Siviglia                                                               | Spagna                                                                 | 1 – 0                                                                  | Romania                                                                | Qual. Euro 1988                                                        | -                                                                      |                                                                        |
| 4-3-1987                                                               | Ankara                                                                 | Turchia                                                                | 1 – 3                                                                  | Romania                                                                | Amichevole                                                             | -                                                                      |                                                                        |
| 11-3-1987                                                              | Atene                                                                  | Grecia                                                                 | 1 – 1                                                                  | Romania                                                                | Amichevole                                                             | -                                                                      | 59’                                                                    |
| 25-3-1987                                                              | Bucarest                                                               | Romania                                                                | 5 – 1                                                                  | Albania                                                                | Qual. Euro 1988                                                        | -                                                                      | 63’                                                                    |
| 29-4-1987                                                              | Bucarest                                                               | Romania                                                                | 3 – 1                                                                  | Spagna                                                                 | Qual. Euro 1988                                                        | -                                                                      | 88’                                                                    |
| 2-9-1987                                                               | Bydgoszcz                                                              | Polonia                                                                | 3 – 1                                                                  | Romania                                                                | Amichevole                                                             | -                                                                      | 73’                                                                    |
| 7-10-1987                                                              | Bucarest                                                               | Romania                                                                | 2 – 2                                                                  | Grecia                                                                 | Amichevole                                                             | -                                                                      |                                                                        |
| 28-10-1987                                                             | Valona                                                                 | Albania                                                                | 0 – 1                                                                  | Romania                                                                | Qual. Euro 1988                                                        | 1                                                                      |                                                                        |
| 18-11-1987                                                             | Vienna                                                                 | Austria                                                                | 0 – 0                                                                  | Romania                                                                | Qual. Euro 1988                                                        | -                                                                      |                                                                        |
| 3-2-1988                                                               | Haifa                                                                  | Israele                                                                | 0 – 2                                                                  | Romania                                                                | Torneo d'Israele 1988                                                  | -                                                                      |                                                                        |
| 6-2-1988                                                               | Haifa                                                                  | Polonia                                                                | 2 – 2                                                                  | Romania                                                                | Torneo d'Israele 1988                                                  | -                                                                      |                                                                        |
| 30-3-1988                                                              | Halle                                                                  | Germania Est                                                           | 3 – 3                                                                  | Romania                                                                | Amichevole                                                             | -                                                                      |                                                                        |
| 1-6-1988                                                               | Amsterdam                                                              | Paesi Bassi                                                            | 2 – 0                                                                  | Romania                                                                | Amichevole                                                             | -                                                                      |                                                                        |
| 20-9-1988                                                              | Costanza                                                               | Romania                                                                | 3 – 0                                                                  | Albania                                                                | Amichevole                                                             | -                                                                      | 46’                                                                    |
| 19-10-1988                                                             | Sofia                                                                  | Bulgaria                                                               | 1 – 3                                                                  | Romania                                                                | Qual. Mondiali 1990                                                    | -                                                                      | 86’                                                                    |
| 2-11-1988                                                              | Bucarest                                                               | Romania                                                                | 3 – 0                                                                  | Grecia                                                                 | Qual. Mondiali 1990                                                    | -                                                                      | 86’                                                                    |
| 23-11-1988                                                             | Sibiu                                                                  | Romania                                                                | 3 – 0                                                                  | Israele                                                                | Amichevole                                                             | -                                                                      | 46’                                                                    |
| 29-3-1989                                                              | Sibiu                                                                  | Romania                                                                | 1 – 0                                                                  | Italia                                                                 | Amichevole                                                             | -                                                                      |                                                                        |
| 12-4-1989                                                              | Varsavia                                                               | Polonia                                                                | 2 – 1                                                                  | Romania                                                                | Amichevole                                                             | -                                                                      |                                                                        |
| 26-4-1989                                                              | Amarousio                                                              | Grecia                                                                 | 0 – 0                                                                  | Romania                                                                | Qual. Mondiali 1990                                                    | -                                                                      | 64’                                                                    |
| 17-5-1989                                                              | Bucarest                                                               | Romania                                                                | 1 – 0                                                                  | Bulgaria                                                               | Qual. Mondiali 1990                                                    | -                                                                      | 64’                                                                    |
| 5-9-1989                                                               | Nitra                                                                  | Cecoslovacchia                                                         | 2 – 0                                                                  | Romania                                                                | Amichevole                                                             | -                                                                      | 60’                                                                    |
| 11-10-1989                                                             | Copenaghen                                                             | Danimarca                                                              | 3 – 0                                                                  | Romania                                                                | Qual. Mondiali 1990                                                    | -                                                                      |                                                                        |
| 25-4-1990                                                              | Haifa                                                                  | Israele                                                                | 1 – 4                                                                  | Romania                                                                | Amichevole                                                             | -                                                                      | 81’                                                                    |
| 21-5-1990                                                              | Bucarest                                                               | Romania                                                                | 1 – 0                                                                  | Egitto                                                                 | Amichevole                                                             | -                                                                      |                                                                        |
| 26-5-1990                                                              | Bruxelles                                                              | Belgio                                                                 | 2 – 2                                                                  | Romania                                                                | Amichevole                                                             | -                                                                      |                                                                        |
| 9-6-1990                                                               | Bari                                                                   | Romania                                                                | 2 – 0                                                                  | Unione Sovietica                                                       | Mondiali 1990 - 1º turno                                               | -                                                                      |                                                                        |
| 14-6-1990                                                              | Bari                                                                   | Camerun                                                                | 2 – 1                                                                  | Romania                                                                | Mondiali 1990 - 1º turno                                               | -                                                                      | 44’                                                                    |
| 18-6-1990                                                              | Napoli                                                                 | Argentina                                                              | 1 – 1                                                                  | Romania                                                                | Mondiali 1990 - 1º turno                                               | -                                                                      |                                                                        |
| 25-6-1990                                                              | Genova                                                                 | Irlanda                                                                | 0 – 0 dts (5 – 4 dtr)                                                  | Romania                                                                | Mondiali 1990 - Ottavi di finale                                       | -                                                                      |                                                                        |
| 29-8-1990                                                              | Mosca                                                                  | Unione Sovietica                                                       | 1 – 2                                                                  | Romania                                                                | Amichevole                                                             | -                                                                      | cap.                                                                   |
| 12-9-1990                                                              | Glasgow                                                                | Scozia                                                                 | 2 – 1                                                                  | Romania                                                                | Qual. Euro 1992                                                        | -                                                                      |                                                                        |
| 26-9-1990                                                              | Bucarest                                                               | Romania                                                                | 2 – 1                                                                  | Polonia                                                                | Amichevole                                                             | -                                                                      | cap.                                                                   |
| 17-10-1990                                                             | Bucarest                                                               | Romania                                                                | 0 – 3                                                                  | Bulgaria                                                               | Qual. Euro 1992                                                        | -                                                                      | 8’ 46’                                                                 |
| 27-3-1991                                                              | Serravalle                                                             | San Marino                                                             | 1 – 3                                                                  | Romania                                                                | Qual. Euro 1992                                                        | -                                                                      |                                                                        |
| 3-4-1991                                                               | Neuchâtel                                                              | Svizzera                                                               | 0 – 0                                                                  | Romania                                                                | Qual. Euro 1992                                                        | -                                                                      |                                                                        |
| 16-10-1991                                                             | Bucarest                                                               | Romania                                                                | 1 – 0                                                                  | Scozia                                                                 | Qual. Euro 1992                                                        | -                                                                      |                                                                        |
| 13-11-1991                                                             | Bucarest                                                               | Romania                                                                | 1 – 0                                                                  | Svizzera                                                               | Qual. Euro 1992                                                        | -                                                                      | 3’                                                                     |
| Totale                                                                 |                                                                        | Presenze (8º posto)                                                    | 90                                                                     |                                                                        | Reti                                                                   | 5                                                                      |                                                                        |